# Riu Wark
El Wark (en luxemburguès: Waark)) és un riu que flueix a través de Luxemburg, des del seu naixement a Grevels al cantó de Redange, passant per les poblacions de Mertzig, Niederfeulen, Welscheid i Warken, abans de desembocar en l'Alzette a prop Ettelbruck al cantó de Diekirch.